# Рождественское (Уржумский район)
Рождественское — село в Уржумском районе Кировской области России. Входит в состав Уржумского сельского поселения.

## География
Село находится в юго-восточной части Кировской области, в зоне хвойно-широколиственных лесов, к западу от реки Вятки, на расстоянии приблизительно 16 километров (по прямой) к северу от города Уржума, административного центра района. Абсолютная высота — 173 метра над уровнем моря.
Климат
Климат характеризуется как континентальный, умеренно холодный. Среднегодовая температура — 1,9 °C. Средняя температура воздуха самого холодного месяца (января) составляет −12,5 °C (абсолютный минимум — −45 °С); самого тёплого месяца (июля) — 18,5 °C (абсолютный максимум — 36 °С). Безморозный период длится в течение 126—131 день. Годовое количество атмосферных осадков — 496—545 мм, из которых 245—275 мм выпадает в период с мая по сентябрь. Снежный покров держится в течение 150 дней.

## Население
| 2010 |
| ---- |
| 346  |

Половой состав
По данным Всероссийской переписи населения 2010 года в гендерной структуре населения мужчины составляли 43,9 %, женщины — соответственно 56,1 %.
Национальный состав
Согласно результатам переписи 2002 года, в национальной структуре населения русские составляли 85 % из 375 чел.